# Garrus Vakarian
Garrus Vakarian est un personnage fictif de la franchise de jeu vidéo de rôle Mass Effect réalisée par BioWare. Garrus est un turien, une espèce extraterrestre de l'univers de Mass Effect, présent en tant que membre du groupe (ou « coéquipier ») dans chacun des trois jeux de la trilogie.
Il est doublé par Brandon Keener en version originale et par Gilles Morvan en français.
Garrus apparaît pour la première fois dans le premier opus de Mass Effect, en tant qu'officier du Service de Sécurité de la Citadelle (SSC). Dans Mass Effect 2, Garrus forme un groupe de justiciers sur Oméga, un astéroïde ravagé par le crime, jusqu'à ce que son équipe soit décimée à la suite de la trahison de l'un de ses membres. Dans Mass Effect 3, Garrus devient conseiller pour son espèce et participe activement à la guerre contre les Moissonneurs.
En plus de la trilogie de jeux Mass Effect, Garrus apparaît dans le troisième numéro de la bande-dessinée Homeworlds, dans laquelle on apprend comment Garrus se retrouve sur Oméga.
Le design de Garrus Vakarian a évolué tout au long de la saga, mais il conserve ses couleurs emblématiques (bleu et noir) ainsi que son viseur iconique dans chacune de ses apparitions. Les développeurs craignaient initialement que Garrus et les autres coéquipiers extraterrestres ne soient pas bien accueillis par les joueurs. Cependant, en raison des retours extrêmement positifs des fans, Garrus a été ajouté comme une option de romance pour le personnage joueur à partir du deuxième jeu de la série Mass Effect.

## Personnage
Garrus est un turien, une race extraterrestre aux caractéristiques aviaires, dont la société se base sur la discipline, la force militaire et le sens de l'honneur collectif. Les turiens ressemblent à des « oiseaux ou rapaces humanoïdes », leur tête rappelle celle d'un aigle et ils ont une carapace métallique sur leur dos qui les protège des radiations de leur monde natal, Palaven. Garrus porte une armure bleue ainsi qu'un viseur lumineux. Dans Mass Effect 2, alors qu'il se trouve sur Oméga, Garrus est grièvement blessé par un tir de roquette, ce qui endommage son armure et lui laisse des cicatrices.
Bien qu'il commence la saga en tant qu'officier de police du SSC, Garrus se sent limité par les règles et les réglementations, ce qui le pousse à rejoindre l'équipage du commandant Shepard et à quitter son poste. Dans le premier opus, l'exécuteur Pallin le décrit comme un « excellent officier » malgré son manque de patience, tandis que Harkin le qualifie de « tête brûlée » et le voit comme quelqu'un « persuadé qu'il peut changer le monde ». Garrus peut être influencé par le commandant Shepard pour devenir plus respectueux des règles, en comprenant leur rôle pour prévenir les abus d'autorité, ou il peut être encouragé à suivre sa propre loi, en considérant les règles comme des obstacles à la justice.

## Création et développement
Mac Walters, l'un des principaux scénaristes de Mass Effect 2 et 3, supervise l'écriture du premier jeu en se concentrant sur les personnages de Garrus et Wrex. Walters continue de développer le personnage de Garrus dans le deuxième opus, tandis que John Dombrow prend la relève pour l'écriture de Garrus dans Mass Effect 3.
Garrus n'avait initialement pas de concept art pour son armure, ce qui a conduit Matt Rhodes, directeur artistique associé, à créer plusieurs prototypes d'armures dans un délai très court afin que l'équipe puisse en choisir un. L'objectif était que Garrus soit identifié par la couleur bleue et une visière, deux éléments visuels clés qui ont été conservés dans Mass Effect 2. Pour ses cicatrices, les concepteurs souhaitaient un aspect héroïque évoquant une brûlure, tout en évitant une surabondance de rouge pour maintenir la reconnaissance visuelle du personnage. Les premières versions du modèle 3D de Garrus incluent un bandage couvrant sa blessure au visage. Les apparences alternatives que le joueur peut sélectionner offrent une armure intacte et des variations de couleur mineures ; par défaut, Garrus porte toujours l'armure endommagée par une attaque à la roquette après son recrutement sur Oméga. Dans Mass Effect 3, le bleu et le noir restent sur son armure, mais de l'argent y est ajouté, pour refléter son nouveau rang. Les designers veulent que Garrus ait l'air familier, tout en lui donnant une armure plus lourde pour "résister aux batailles".
Garrus est doublé par Brandon Keener, qui a utilisé sa voix naturelle en s'exprimant d'une façon légèrement plus formelle ; un flanger a ensuite été appliqué sur les pistes. Bien qu'il ne se souvienne pas exactement des instructions qui lui ont été données lorsqu'il a commencé le doublage de Garrus, Keener suppose qu'il disposait d'informations sur le passé et la personnalité du personnage ainsi que de croquis.
Garrus ne faisait initialement pas partie des personnages pouvant avoir une relation amoureuse avec le joueur, les développeurs ne sachant pas si les extraterrestres seraient suffisamment convaincants pour cela. Une romance avec Garrus, dont la popularité a surpris les développeurs, a été ajoutée dans le deuxième opus à la demande des fans,.

## Apparitions

### Jeux vidéo

#### Mass Effect
Garrus apparait pour la première fois en tant que coéquipier dans Mass Effect, sorti en 2007. Après la première mission du jeu, le joueur découvre que son enquête contre Saren a été classée par les responsables du SSC, et ce, malgré les objections de Garrus. Garrus décide de continuer à travailler sur l'affaire et peut être trouvé à la clinique médicale après avoir parlé à Harkin. Si le joueur se rend à la clinique, il rencontrera le docteur Chloé Michel en train d'être menacée par des voyous, dont Garrus se chargera après que Shepard les ait distraits. Si le joueur choisit de ne pas se rendre à la clinique mais recrute Wrex, Garrus apparaîtra plus tard dans le jeu pour demander à rejoindre l'équipage du Normandy. Toutefois, le joueur a la possibilité de refuser sa proposition, permettant ainsi de poursuivre le jeu sans lui. Si Garrus est recruté, il se trouve alors dans la salle des machines du Normandy, où le joueur peut discuter avec lui entre chaque mission pour en apprendre davantage sur son passé. Au fil des conversations, Garrus évoque le docteur Saleon, un généticien galarien qui utilise ses employés comme cobayes pour cultiver des organes et sur lequel Garrus a enquêté. Le joueur a alors la possibilité de traquer Saleon et de l'éliminer.

#### Mass Effect 2
Garrus fait son retour dans Mass Effect 2, qu'il ait été recruté ou non lors du premier jeu. Lorsque le joueur arrive sur Oméga pour commencer la mission de recrutement d'Archangel, il doit faire face à une attaque de mercenaires et défendre celui-ci. Au cours de la quête, Archangel retire son masque et révèle son identité : il s'agit de Garrus. À la fin de la mission, Garrus est gravement blessé par une attaque de roquette d'un vaisseau ennemi, ce qui lui laisse une cicatrice sur un côté du visage. Par la suite, Garrus peut être trouvé dans la batterie principale du Normandy. Le joueur a la possibilité de discuter avec lui et de l'emmener en mission en tant que coéquipier. En continuant de dialoguer avec Garrus, ce dernier révèle qu'il a obtenu de nouvelles informations concernant Sidonis, le Turien qui a trahi son équipe de justiciers, entraînant leur mort. Le joueur peut alors choisir d'aider Garrus à retrouver Sidonis et à l'exécuter, ou, après avoir constaté les regrets de Sidonis, persuader Garrus de l'épargner. Le joueur peut aussi choisir de ne pas partir à la recherche de Sidonis. Une fois cette mission terminée et si le joueur incarne une femme, il est possible d'entamer une relation amoureuse avec Garrus. Lors de la mission finale de Mass Effect 2, de nombreux coéquipiers peuvent trouver la mort, y compris Garrus ; la probabilité qu'il ne survive pas à la dernière mission augmente si la quête pour retrouver Sidonis n'a pas été effectuée.

#### Mass Effect 3
Si Garrus survit aux évènements de Mass Effect 2, il revient en tant que coéquipier dans Mass Effect 3. Après avoir retrouvé le personnage joueur, il révèle avoir contacté son père, un officier du SSC à la retraite, pour l'avertir de la menace des Moissonneurs sur la galaxie. Le père de Garrus, Castis Vakarian, insiste pour que les turiens prépare leurs défenses face à la menace des Moissonneurs. Cette situation conduit Garrus à prendre la tête d'une unité spéciale chargée de faire face à cette menace. Lorsque le joueur part en mission sur l'une des lunes de Palaven pour retrouver le Primarque Fedorian, il y trouve Garrus, conseillant ses pairs sur la stratégie à adopter face aux forces des Moissonneurs. Garrus rejoint l'équipage du Normandy et retourne à son poste dans la batterie principale. Comme dans le jeu précédent, le commandant Shepard peut poursuivre sa romance avec lui, mais seulement si une relation amoureuse a été commencée dans Mass Effect 2.

### Autres médias

#### Mass Effect: Homeworlds
Garrus est le personnage central du troisième volume du comics Mass Effect : Homeworlds, une bande-dessinée qui retrace, dans chaque numéro, l'histoire d'un coéquipier de Mass Effect 3.,

## Réception
Garrus a reçu un accueil presque unanime de la part des critiques et des joueurs. Parmi tous les coéquipiers de la série Mass Effect, Garrus est considéré comme l'un des favoris des fans, régulièrement placé en tête des sondages de lecteurs et des classements. Robert Purchase d'Eurogamer souligne que le développement de Garrus repose principalement sur sa relation avec le commandant Shepard, affirmant qu'il pourrait « écrire un essai sur la façon dont Garrus est votre meilleur ami tout au long de la trilogie ». Garrus est considéré comme l'un des personnages les plus emblématiques de la franchise,. Garrus est décrit comme l'un des meilleurs personnages du jeu vidéo,. Lorenzo Veloria de GamesRadar le qualifie comme l'un de ses coéquipiers préférés dans un jeu de rôle. Kimberley Wallace de Game Informer le considère comme l'un des meilleurs personnages créé par BioWare, soulignant que « Garrus est suffisamment charismatique pour surpasser tous les autres personnages de Mass Effect » Phil Savage de PC Gamer mentionne Garrus comme étant son personnage BioWare préféré, commentant que Mass Effect 3 comporte de nombreuses fins, et que la conclusion de Garrus « a lieu bien avant la bataille finale, en tirant sur des bouteilles en haut du Présidium de la Citadelle avec Shepard. C'est une scène empreinte d'humour, de rivalité, de tristesse, mais surtout, d'amitié. Et c'est la meilleure façon de se souvenir du meilleur personnage de BioWare ».
Selon les statistiques du jeu Mass Effect 2, Garrus est l'un des personnages les plus souvent sélectionnés par les joueurs comme coéquipier. Steven Hopper d'IGN considère Garrus comme le meilleur coéquipier de la série. Charlie Barratt de GamesRadar le décrit comme l'un des nombreux personnages qui ont été améliorés au cours de la saga, comparant sa première apparition dans Mass Effect à celle d'un modeste personnage de bande-dessinée, quand il revient dans le deuxième jeu comme un « rebelle dur à cuire ». A contrario, Jeremy Parish de 1UP.com critique le changement de personnalité de Garrus entre le premier et le deuxième jeu de la série Mass Effect. Il précise que Garrus est le personnage qui a le plus souffert de l'audace excessive de Mass Effect 2, soulignant que la rébellion de Garrus dans le deuxième jeu va à l'encontre des choix de conciliation qui le conduisaient à un plus grand respect des règles dans le premier jeu. Garrus est qualifié d'« emblématique » et de « plus qu'un simple coéquipier » dans la rétrospective de US Gamer en commémoration du 10e anniversaire de Mass Effect 2.
Les statistiques de jeu publiées par BioWare pour Mass Effect 3 révèlent que Garrus est le deuxième coéquipier le plus populaire après Liara T'Soni. Dans un article datant de 2016, PC Gamer classe Garrus comme le meilleur coéquipier de la série Mass Effect. Le magazine le décrit comme « vraiment spécial », soulignant qu'il est « avant tout le meilleur ami du joueur, quelqu'un avec qui partager des objectifs et un état d'esprit, et qui offrira un soutien constant ». PC Gamer affirme que l'évolution de la relation entre Garrus et le joueur, « depuis cette première rencontre entre un officier frustré du SSC et un Spectre novice enquêtant sur Saren, jusqu'à leur dernière attaque contre les Moissonneurs, est l'une des meilleures histoires d'amitié du jeu vidéo ».

## Produits dérivés
Comme pour de nombreux autres coéquipiers, divers produits dérivés de Garrus Vakarian ont été commercialisés, notamment deux figurines,, une affiche sérigraphiée, un t-shirt et un buste. Des fans ont également créé leurs propres objets dérivés, comme des peluches ou des t-shirts, mais ce ne sont pas des produits officiels produits par BioWare.,,, Le doubleur de Garrus, Brandon Keener, a accepté d'enregistrer un message vocal dans le cadre d'une vente aux enchères caritative sur le thème de Mass Effect dont les bénéfices ont été reversés à Child's Play.
Pour célébrer la sortie de Mass Effect : Édition Légendaire en mai 2021, deux variantes d'édition d'une statue réalisée en polyrésine à l'effigie de Garrus ont été mises en vente.